# Медицинская разведка
Медицинская разведка — сбор данных по выявлению факторов и условий, оказывающих влияние на состояние здоровья личного состава войск, санитарно-эпидемическое состояние войск (сил), необходимый для организации их медицинского обеспечения и осуществления деятельности медицинской службы. Составная часть медицинского обеспечения.

## Составляющие медицинской разведки
Медицинская разведка разделяется на две составляющие: медико-тактическую разведку и санитарно-эпидемиологическую разведку.

### Медико-тактическая разведка
Медико-тактическая разведка представляет собой сбор информации касающийся следующих пунктов:
- факторы влияющие на развёртывание и деятельность медицинских подразделений частей и учреждений (естественная маскировка на местности, наличие сооружений и площадок которые можно использовать для полевых госпиталей);
- условия лечебно-эвакуационного обеспечения войск и их медицинского обеспечения (состояние дорог, их проходимость, наличие взлётно-посадочных полос);
- сведения о местных средствах, которые можно использовать для медицинского обеспечения войск (медицинская техника, лечебные учреждения, фармацевтические склады);
- другие особенности медицинской обстановки.

### Санитарно-эпидемиологическая разведка
Санитарно-эпидемиологическая разведка выполняет задачу по сбору информации касающейся санитарно-эпидемиологического и санитарно-гигиенического собой благополучия войск (сил) и сохранения здоровья личного состава.
Она проводится в районах сосредоточения войск и районах где планируются боевые действия. Представляет собой следующие пункты:
- исследование быта населения;
- исследование санитарно-эпидемиологического состояние населённых пунктов и жилищ;
- выявление инфекционных больных среди местных жителей и эпизоотии среди животных;
- определение источников заболеваний и их переносчиков;
- выявление и локализация очагов эпидемических заболеваний;
- определение качества воды в источниках;
- определение степени распространённости ядовитых животных и растений;
- изучение возможностей местных органов здравоохранения по организации противоэпидемических мероприятий;

## Иные задачи и организация медицинской разведки
Медицинская разведка также занимается сбором информации об инфекционной заболеваемости в войсках противника, о санитарно-гигиенических и противоэпидемиологических мероприятиях проводимых медицинской службой противника. 
При длительном пребывании войск на определённой территории сбор информации о санитарно-эпидемической обстановке и её анализ осуществляются методом непрерывного санитарно-эпидемиологического наблюдения. 
Также медицинская разведка применяется при осуществлении химической, радиационной и биологической разведки, при проведении экспертизы воды и продовольствия на загрязнённость радиоактивными и заражённость отравляющими веществами и биологическими средствами в районах дислокации и действий войск, а также в пунктах развёртывания этапов медицинской эвакуации, других медицинских учреждений.
Организация медицинской разведки проводится начальниками медицинской службы всех звеньев. 
Для осуществления задач медицинской разведки проводятся:
- прямое  обследование районов и отдельных объектов назначенными лицами или разведывательными группами из числа штатного медицинского состава;
- взятие проб воздуха, почвы, воды, продовольствия;
- сбор и уточнение данных, полученных от местных органов здравоохранения и населения;
- анализ сведений, поступающих от штабов химической, инженерной, ветеринарной и других служб.